# Cyptotrama chrysopeplum
Cyptotrama chrysopeplum är en svampart som först beskrevs av Berk. & M.A. Curtis, och fick sitt nu gällande namn av Rolf Singer 1973. Cyptotrama chrysopeplum ingår i släktet Cyptotrama och familjen Physalacriaceae.   Inga underarter finns listade i Catalogue of Life.